# أبيساي سميث
أبيساي سميث (بالإنجليزية: Apisai Smith)‏ (25 أغسطس 1983 بسوفا في فيجي - ) هو لاعب كرة قدم فيجي في مركز الوسط. شارك مع منتخب فيجي لكرة القدم. أما مع النوادي، فقد لعب مع Rewa F.C. ‏ وNavua F.C. ‏ ونادي لاوتوكا وSuva F.C. ‏ وPapakura City FC ‏.

## وصلات خارجية
- أبيساي سميث على موقع قاعدة بيانات كرة القدم.إي يو (الإنجليزية)
- أبيساي سميث على موقع ناشيونال فوتبول تيمز (الإنجليزية)